# Doyenné de Bezornay
Le doyenné de Bezornay est un doyenné situé sur le territoire de la commune de Saint-Vincent-des-Prés dans le département français de Saône-et-Loire et la région Bourgogne-Franche-Comté.

## Historique
Il fait l'objet d'une inscription au titre des monuments historiques depuis le 31 août 2015.